# Малборгето-Валбруна (Рим)
Малборгето-Валбруна је насеље у Италији у округу Рим, региону Лацио.
Према процени из 2011. у насељу је живело 143 становника. Насеље се налази на надморској висини од 109 м.